# 富岩運河環水公園
富岩運河環水公園（ふがんうんがかんすいこうえん）は、富山県富山市湊入船町にある富山県立の都市公園（総合公園）である。通称は環水公園。

## 概要
とやま都市MIRAI計画のシンボルゾーンとして、富岩運河の牛島町側の船溜まりを整備した公園で、市民の憩いの場として広く利用されている。面積は9.7ha。別称カナルパーク。
1984年度に『とやま二十一世紀水公園神通川プラン』で富岩運河南端の船溜まりの公園化が提案され、1988年、富山駅北地区の新都市拠点整備事業「とやま都市MIRAI計画」により工事が始まり、1997年5月22日に『富岩運河環水公園』に名称が決定（それまでは『カナルパーク』という愛称が付けられていた）、1997年7月1日に船溜まり最上部のフロントデッキ、プロムナードなどが完成したことに伴い開園式が行われた。1999年11月4日には天門橋が完成し2007年3月22日には富岩運河環水公園内に小運河と人工島「あいの島」が完成した。また、富岩運河環水公園から中島閘門間の両岸には遊歩道や休憩所が整備され、かつてのゴミ捨て場から市民の憩いの場所へと変わった。環水公園は日本の歴史公園100選の一つに選ばれているほか、2013年10月には、第29回都市公園コンクールにて最高賞である、国土交通大臣賞（設計部門・大規模）を受賞している。また、環水公園西地区には富山県美術館 アート & デザインが所在するほか、4月から11月にかけて富岩運河には遊覧船が就航している。
2020年東京オリンピックの聖火リレーで富岩運河環水公園横親水広場がセレブレーション会場となった、
聖火ランナーは公募により1万人程度が選ばれた、聖火リレーについて、
組織委員会は
スポンサー企業4社と各都道府県実行委員会が行ったランナー公募に延べ
53万5717件の応募があったと発表した
。
2024年11月11日、富山県が慢性的な混雑が課題となっている環水公園の駐車場（4か所、計172台分）の有料化をする方針を決定した。さらに2025年8月18日には、30分110円（但し利用開始から1時間は無料）を料金設定の目安にしたと発表した。有料化は2026年春を見込んでいる。

## 公園内の施設

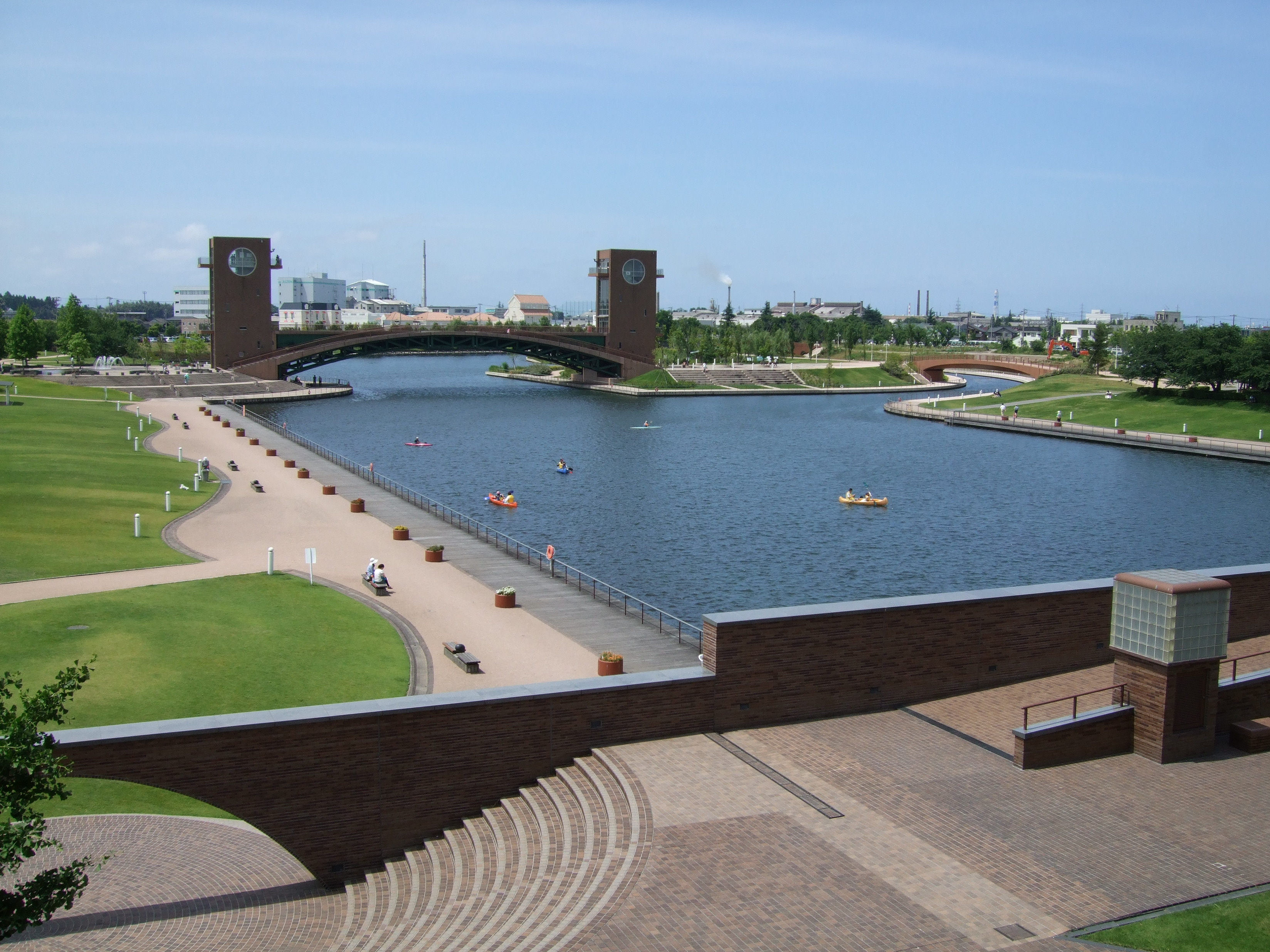
隣接する富山市総合体育館より望む富岩運河環水公園

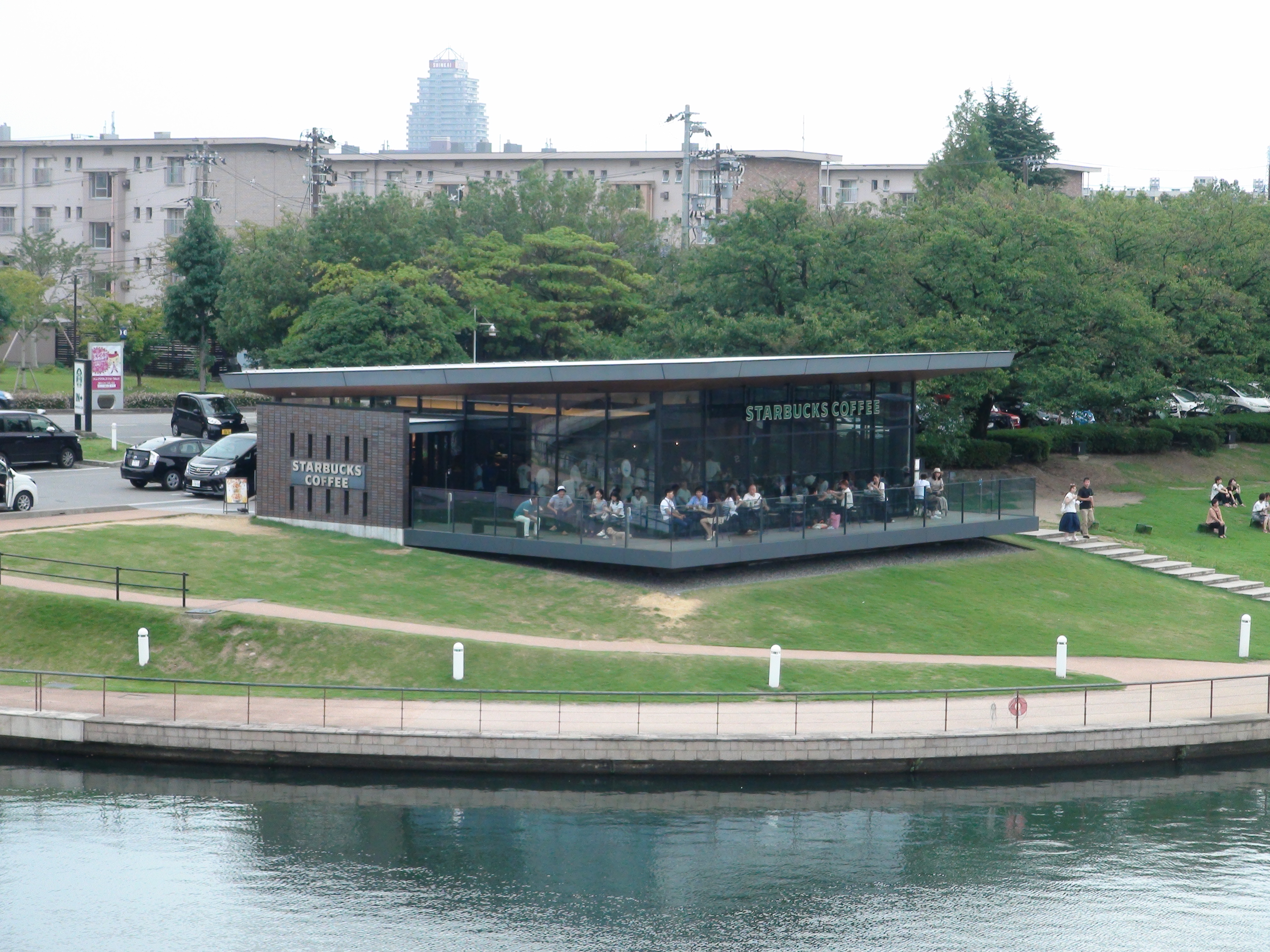
スターバックス富山環水公園店

- 泉と滝の広場 - 水のカーテンと湧泉などで構成する広場。
- 3x3バスケットボールコート（1面） - 富山市総合体育館側入り口に設置。ナイター設備完備。
- 天門橋と赤い糸電話 - 水面の中央には両岸を結び、2つの高さ20.4 m、3階建ての展望塔を持つ天門橋（全長約58 m、幅員6 m、サイドブリッジ幅員2.1 - 5.0 m[4]）が設けられている。2つの展望塔には赤い糸（釣り糸）を使用した糸電話で繋がっており、カップルに多く利用される[9]。
- 野外劇場 - 各種イベントが行える水辺にあるステージと観客席がある。
- 牛島閘門 - 船溜まり横を流れるいたち川と船溜まりを水路で繋ぐ、国の登録有形文化財に登録されている閘門。
- あいの鳥・バードサンクチュアリ
- スターバックスコーヒー - 日本で初めて都市公園内に店舗を構える。2008年に、スターバックスのストアデザイン賞で最優秀賞を受賞、「世界一美しいスターバックス」と称される[10]。
- キュイジーヌ フランセーズ ラ・シャンス - フレンチの鉄人坂井宏行監修のレストラン。
- 富岩水上ライン乗り場 - 運河中流にある、国の重要文化財指定中島閘門方面へ、定期的に遊覧船が運行（冬季運休）されている。詳しくは富岩水上ライン運河クルーズを参照。
- 富山県美術館 アート & デザイン - 富山市西中野にあった富山県立近代美術館を富山県美術館 アート & デザインとして、環水公園西地区に移転新築し、2017年（平成29年）3月25日に一部開業[11]、同年8月26日に全面オープンした[12][13]。
- プロムナード「千年の桜並木」 - 公園内のいたち川沿いを富山県美術館へのプロムナードとして再整備したもので、屋根付きベンチ、手作りアート作品を展示したりワークショップなどを開催できるアートワゴン（屋台）などが設置されている[14]。

## その他
- 2011年12月10日、日本テレビの朝の情報番組『ZIP!』のZIPPEIスマイルキャラバン 富山編の最終日をこの公園から生中継した。[要出典]

## 交通アクセス
- 富山駅北口より徒歩 約10分
- インテック本社前停留場より徒歩 約9分
- 富山地方鉄道バス31・32・38系統「富山駅北口・県美術館経由赤十字病院」行き、 市内周遊ぐるっとBUS北西回りルート 環水公園バス停下車 すぐ

## 周辺施設
- 富山県美術館 アート & デザイン
- とやま自遊館
- 富山市総合体育館
- 富山県民共生センター（サンフォルテ）
- ボルファートとやま
- 北日本放送入船別館
- 富山赤十字病院
- 樂翠亭美術館